# 塔尔热 (维埃纳省)
塔尔热（法語：Targé，法語發音：[taʁʒe]）是法国维埃纳省的一个旧市镇。1972年，塔尔热并入市镇沙泰勒罗。

## 地理
塔尔热（46°47'24"N, 0°34'54"E）面积，位于法国新阿基坦大区维埃纳省，该省份为法国中西部省份，北起曼恩-卢瓦尔省和安德尔-卢瓦尔省，西接德塞夫勒省，南至夏朗德省，东南接上维埃纳省，东临安德尔省。
塔尔热的时区为UTC+01:00、UTC+02:00（夏令时）。

## 行政
塔尔热的邮政编码为，INSEE市镇编码为86267。

## 人口
塔尔热于2018年1月1日时的人口数量为908人。